# Критски говор
Критският говор (на гръцки: κρητική διάλεκτος) е гръцки говор, традиционно говорен от местното гръцко население на остров Крит и от няколко хилядната критска диаспора, разселена в държави като САЩ, Австралия, Германия и др.
Този диалект все още се използва и от потомците на критските ислямизирани гърци, които напускат острова на три вълни - след 1897 г. (когато в резултат от критските въстания Крит получава автономия и голяма чат от приелите исляма критяни са изгонени от него), след 1908 г. при присъединяването на Крит към Гърция и за последно през 1920 г. в резултат на размяната на население между Гърция и Турция след поражението на гърците в гръцко-турската война (1919 – 1922). Повечето от тези критяни се заселват по турското крайбрежие на Бяло море и Средиземно море от Чанаккале до Искендерун. Немалко критяни емигрират в Либия като част от тях се завръщат след избухването на Гражданската война в Сирия през 2011 г.
Критският диалект рядко се употребява в писмената реч. Този говор в структурата си и речниковия си запас е запазил известни различия от официалния гръцки език главно заради отдалечеността и изолираността на острова. Също така той е повлиян в някаква степен и от други езици - напр. след завладяването на Крит от сарацините в IX в., които го превръщат в Критски емират за период от около 130 години,  са съхранени немалко арабски топоними. Още по-значимо е било влиянието на италианския език заради почти петвековното владичество на острова от венецианците, които основават тук т.нар. Херцогство Кандия. След превземането на Крит от османците през 1669 г. в критския говор навлизат и редици турцизми. Тези заемки от чуждите езици не оказват влияние върху граматиката и синтаксиса на езика, а единствено обогатяват речниковия запас. От началото на XX в. с развитието на туризма и технологиите навлизат и голям брой думи и понятия от английски, немски и френски език.